# Bernard Hoffman
Bernard Hoffman (1913-1979) est un photographe et photographe documentaire américain. Connu pour sa collaboration de 18 ans avec le magazine Life, il marque l'histoire du photojournalisme avec sa série sur Carl Sandburg en 1938 notamment, et surtout avec le premier reportage photographique jamais effectué à Hiroshima et à Nagasaki juste après l'explosion de la bombe atomique en 1945.

## Jeunesse
Bernard Hoffman naît à New York en 1913. On sait peu de choses de sa jeunesse, sauf qu'il reçoit un appareil photo comme cadeau d'anniversaire à l'âge de 18 ans, qu'il l'utilise aussitôt pour prendre des photos d'amis en train de plonger dans l'eau, que le photographe local refuse de développer son film, et que, piqué au vif, il achète tout le matériel nécessaire pour développer ses images lui-même…
En 1935, il entre à Life au moment où Henry Luce le transforme en un magazine d'actualités entièrement photographiques. Il obtient l'un des quatre postes de photographe.

## Life Magazine
Hoffman est embauché environ un an avant que la relance de Life ne transforme le magazine de son format original en un magazine photo moderne. Avant de faire paraître le magazine remanié le 23 novembre 1936, Hoffman travaille sur des numéros zéros et des mises en pages, en plus de contribuer à la photographie pour le premier numéro.
Après le lancement du magazine, Bernard Hoffman couvre un nombre vertigineux de missions dans le monde entier, allant des plus raffinées aux plus dangereuses. Selon le Centre international de la photographie dans une brochure pour une exposition de Bernard Hoffman: «… politique, industrie lourde, science, médecine, beauté, sport, animaux, théâtre, agriculture, art, microscopie photographique, films cinématographiques. Ne cherchez pas, il l'a fait. » 
Quelques anecdotes marquantes durant ses 18 années avec Life: 
- Pour illustrer un article sur le « Monde des animaux », il bande les yeux d'un serpent à sonnette et bourre de coton les narines d'un requin[5].
- Il fait un reportage sur les effets sociaux dramatiques liés à la dictature au Portugal en 1937[5].
- Il photographie l'acteur John Barrymore à plusieurs reprises. Lors de la représentation de My Dear Children, la dernière pièce de Barrymore, l'acteur devait courir sur scène et embrasser sa nouvelle épouse, Elaine Barry, avant de quitter la scène. Sachant qu'Hoffman est dans le public, Barrymore joue comme d'habitude et puis, sans aucun avertissement, il revient sur scène et crie à Hoffman: « Tu l'as prise, cette photo, Bernie ? »[3]
- Un jour, Hoffman doit réaliser des photos dans des délais ultra-courts dans trois États différents des États-unis. Le rédacteur en chef Wilson Hicks le taquine: « Si c'est trop difficile, vous pouvez toujours vous trancher la gorge. » Hoffman affrète un avion privé et couvre la compétition de carabine, une course de bateaux à moteur de la Gold Cup, et une chirurgie de la cuisse[3].
- Sa rencontre avec le poète Carl Sandburg le marque profondément, le qualifiant de «seul génie que j'ai jamais rencontré». Ils deviennent de proches amis et les photos de Hoffman montrant Sandburg chanter devant ses chèvres dans le salon devinrent instantanément un monument photographique (Life,  31 février 1938)[6].
- La sculpture Le baiser d'Auguste Rodin lui vaut des problèmes. Ses clichés sont si réalistes que le magazine est temporairement interdit à la vente, à Boston et en Argentine… pour des raisons de moralité[5].
- Parachuté derrière les lignes ennemies en Birmanie en 1943, Hoffman couvre l'histoire des Marauders de Merill[7]. En route, des zéros japonais mitraillent les roues de son avion, ce qui l'oblige à se dérouter derrière les lignes. Sur les 500 hommes des Marauders, seuls Hoffman et 35 autres sortent de la jungle[5]. De retour chez lui, son épouse et ses collaborateurs de Life, qui n'avaient plus de nouvelles depuis plus de huit semaines[3], l'entendent plaisanter : « Des risques? Il n'y avait aucun risque. J'avais ma carte de presse! »
- Pour prendre une séquence de photos d'une bombe de 250 kg en train d'exploser, Hoffman place son appareil photo à 1,5 m du lieu de l'impact. Lorsque la bombe quitte l'avion, il appuie sur le déclencheur automatique et court. La bombe explose à quelques mètres de lui (Life, 15 novembre 1943).[8]
- Hoffman est à bord d'un B-29 au cours du premier raid aérien à basse altitude contre le Japon[1].
- Hoffman est le premier photojournaliste américain arrivé à Hiroshima et à Nagasaki après les explosions de bombes atomiques en 1945; il accompagne l'état-major lors de la signature de l'accord de paix à bord de l'USS Missouri[3],[5],[7]. Ses photos-choc font la couverture de Life, et remplissent un long article (15 octobre 1945)[9]. On se souvient d'une photo tragique où l'on voit le cadavre d'une fillette de sept ans gisant dans les débris de sa maison, tandis qu'un vase fragile est intact près du corps[5].
- Sous l'autorité du major Tex McCrary, Hoffman est autorisé à photographier les horreurs des camps de concentration nazis. Hoffman déclare, à propos de cette mission: « J'essaie de ne rien ressentir lorsque je prends des photos de choses désagréables. Je me détache et je me concentre sur les photos. Après avoir visité les camps, de nombreux correspondants de guerre ont voulu tout arrêter là, mais il était important de continuer et de tout enregistrer. »[5]
- Le général Joe Stilwell a déclaré au sujet de sa couverture des conflits en Chine-Birmanie-Inde: « C'est la meilleure collection d'images de ce type que j'ai jamais vue. »

## Les Laboratoires Bernard-Hoffman
Hoffman quitte Life en 1951 pour faire du photojournalisme indépendant.
Privé des ressources de Life, Hoffman est rapidement insatisfait des laboratoires de développement disponibles. Il fonde alors les Laboratoires Bernard-Hoffman (BHL), dans le but de fournir des tirages de haute qualité à partir de négatifs de toutes sortes.
BHL est un innovateur agressif et il se fait repérer comme « l'un des deux laboratoires les plus intéressants et les plus modernes », comme le dit le photographe Minor White. Le laboratoire cherche l'amélioration des réactifs, qui permettent de tourner des films en faible éclairage ou d’ajouter des détails à des négatifs fortement sous-exposés, mais aussi des techniques d'assemblage de photos sans recours à un aérographe, ou des optiques.
Les Laboratoires Bernard-Hoffman acquièrent une telle renommée qu'ils se voient confier une partie des images de l'assassinat de John F. Kennedy en 1963. Ses tirages détaillés permettent de distinguer une personne visant le président avec un fusil, qui se tenait au sommet d'une voiture derrière un mur près de l'allée du cortège.
En outre, la Commission de l’énergie atomique des États-Unis a régulièrement consulté BHL pour des expertises sur des films et des tirages.

## Retraite
Hoffman vend le laboratoire en 1973 et prend sa retraite après un malaise cardiaque.
Il publie en 1973 un livre, The Man From Kankakee, qui décrit la vie de Romy Hammes, un millionnaire autodidacte qu'il a rencontré pour la première fois en 1938 lorsqu'il a photographié Hammes pour Life.
En 1974, il se lance aussi dans un cours de photographie à domicile pour enseigner l’art à de nouveaux étudiants, en partenariat avec son épouse Inez. L'un de ses premiers étudiants, John DeSanto, est devenu un photojournaliste américain connu, futur directeur de la photographie du Times Herald-Record à Middletown, dans l'État de New York.
En 1978, il ferme son cours. Son état de santé se détériore et il décède de la sclérose latérale amyotrophique en novembre 1979.
Ses œuvres sont publiées régulièrement, en particulier ses photos prises après les bombardements atomiques d'Hiroshima et de Nagasaki en septembre 1945.